# Kieff Grediaga Bueno
Grediaga  Bueno est un nom espagnol. Le premier nom de famille, en général paternel, est Grediaga ; le second, en général maternel, souvent omis, est Bueno.
Kieff Grediaga Bueno (également Kieff Antonio Grediaga Bueno ou Antonio Grediaga Bueno), dont le nom d'artiste est Kieff, né le 28 mai 1936 à Madrid en Espagne, est un sculpteur espagnol. Ébéniste de formation, il a également pratiqué le chant en concert en tant que ténor. Il vit actuellement à Montréal au Québec (Canada).

## Biographie
Né en mai 1936, au début de la guerre civile espagnole, Kieff Grediaga Bueno est le fils d'Antonio Grediaga Doncel, qui est ébéniste, et d'Epifania Bueno. Son père l'enregistre sur le nom de « Kieff », en référence à Kiev la capitale de l'Ukraine où son père a été amené à aller en vue de combattre l'armée de Franco.
Le 6 mars 1940, son père est condamné à mort par la cour martiale. Quelque temps plus tard, sa peine est commuée en douze ans et un jour d'emprisonnement à Alcalá de Henares. En 1942, la garde civil intervient au domicile familial pour forcer les parents  à baptiser Kieff sous un nom chrétien. Ils choisissent le nom d'Antonio et depuis lors son nom officiel est Kieff Antonio Grediaga Bueno.
En 1946, sa famille déménage à Alcalá de Henares où son père est libéré sous caution. Il commence sa formation avec son père dans la restauration de meubles d’églises qui avaient été détruites durant la guerre civile espagnole. 
En 1947, sa famille revient à Madrid. Son père, toujours en liberté provisoire, doit réaliser les meubles de la chambre du général Franco. Ces meubles sont aujourd'hui exposés au musée du Prado. 
En 1950, il poursuit ses études à l'école salésienne et commence à étudier les arts plastiques. En 1951, il commence des études de dessin industriel et d'architecture. En 1955, son père s'exile au Brésil pour échapper à de multiples arrestations de nature politique. En 1956, Kieff poursuit ses études d'architecture à l'école Cantos Irigoyen où il crée ses deux premières sculptures intitulées « Concéntricas » et « Excéntricas ».  Il commence ses deux ans de service militaire.
En 1958, à 22 ans, il ouvre son propre atelier d'ébénisterie et de décoration à Madrid et un studio de décoration à Madrid. Il fabrique des meubles pour la société aristocratique de Madrid.
En 1959, il déménage au Brésil et rejoint son père. Il s'établit à São Paulo et travaille temporairement avec son père. En 1960, il démarre des études d'ingénierie aérodynamique. Il construit un planeur. Il crée sa première peinture murale dans le cadre d'un projet conduit par des architectes brésiliens pour le Palácio da Alvorada à Brasilia.
En 1961, il s'établit à Buenos Aires, en Argentine. Il travaille en tant qu'ébéniste et en parallèle commence des études d'art dramatique, de chant et de piano. En 1963, il apprend, chez des luthiers allemands, à fabriquer des guitares et des violons. Pendant deux ans, il fabriques des guitares et répare des instruments de musique pour le Théâtre Colón de 
Buenos Aires. Pour la première fois, il chante comme ténor solo avec l'orchestre du Théâtre Colón à Mar del Plata. Encouragé par des artistes argentins, tel le peintre Ideal Sanchez, il réalise ces œuvres Tabas, Jotas et Setas en cire et en plâtre. En 1964, il reçoit le diplôme d'honneur de l'école d'art dramatique d'Avellaneda (province de Buenos Aires). Il rejoint une troupe de théâtre indépendante et joue Noces de sang et La zapatera prodigiosa de Federico García Lorca. En 1965, il fait une tournée comme ténor avec l'orchestre symphonique d'Avellaneda. Il reçoit une bourse de l'institut culturel espagnol pour poursuivre des études musicales à Saint-Jacques-de-Compostelle en Espagne.
En 1966, il voyage à Barcelone pour étudier le travail du compositeur espagnol Manuel de Falla avec la célèbre chanteuse Soprano Conchita Badía, élève de Manuel de Falla et d'Enrique Granados. Il donne plusieurs concerts en Espagne en tant que ténor soliste, débutant à Saint-Jacques-de-Compostelle.
En 1967, il part pour Vienne en Autriche pour poursuivre ses études de musique et de chant. Il travaille à mi-temps pour plusieurs musées dans la restauration de meubles. Il fait également des dessins de futures sculptures. Il se lie d'amitié avec plusieurs chefs d'orchestre espagnols devient ami de Jesús López Cobos, Luis Antonio García Navarro et Miguel Ángel Martínez. Il étudie les œuvres des sculpteurs Jean Arp et Constantin Brancusi. En 1968, il épouse à Vienne la soprano canadienne Nicole Lorange.
En 1969, le couple s'établit à Montréal au Canada. Kieff s'intéresse aux travaux du sculpteur autrichien Fritz Botruva. Il étudie l'art de la fonte et continue à dessiner et à faire des modèles. Il fait ses premières peintures sur toile. Naissance de sa fille Elyzabeth. En 1970, il fait ses premières expositions personnelles à Montréal et à New York. En 1971, il s'établit à Saint-Bruno et transforme son garage en atelier de sculpture. Il se rend en 1972 à Barcelone où il reste un an. Il se rend au Japon et expose à Tokyo. Naissance de son fils Orestes à Montréal. En 1975, il crée sa propre fonderie à Belœil.
Il s'établit temporairement en 1976 à Pietrasanta en Italie.
En 1977, Zubin Mehta, de l'orchestre philharmonique d'Israël, lui commande un collier en diamant et en or, remis comme présent à la Reine d'Espagne à l'occasion de la venue en Israël de l'orchestre national d'Espagne. Il lui commande également une médaille pour la venue en Israël du ténor Luciano Pavarotti.
En 1978, les chefs d'orchestre Elga Smith et John Tuli du Royal Opera House de Londres lui demande de mettre en scène La Flûte enchantée de Mozart. Il travaille sur ce projet avec le chef d'orchestre de l'opéra de Berlin Göteez Fredric.
En 1982, son père meurt à Uberaba (Minas Gerais, Brésil) peu après qu'il l'ait vu pour une ultime visite.
En 1988, il organise sa première exposition rétrospective pour la Galerie nationale de Taipei (Taïwan).
En 1996, il visite La Havane à Cuba pour la première fois. En 1998, il se rend à Grenade en Espagne, patrie du poète espagnol Federico García Lorca. La même année, le centre culturel espagnol de La Havane est inauguré avec ses œuvres Tierras. Il expose 42 œuvres sculpturales et picturales dans la salle Imago du Grand Théâtre de La Havane en commémoration du centième anniversaire de la naissance de Federico García Lorca.

En 1999, à l'occasion de la visite du Musée Gugenheim de Bilbao, il est subjugué par les sculptures de Richard Serra.

En 2000, il lance son école de fonderie d'art à La Havane,.

Ses œuvres Nomadas sont exposées en 2002 au centre culturel espagnol de La Havane.

Il commence en 2002 ses travaux de sculptures de grande taille en réalisant des modèles en bois. Ces sculptures en fer massif constituent l'exposition De Puro Hierro exposée en 2003 pour une durée d'un an sur la Plaza Vieja de La Havane. En 2004, l'exposition est déplacée à Holguín sur la Plaza de la Marqueta et en 2005 à Santiago de Cuba.

En 2006, est inaugurée une exposition rétrospective, « Grediaga : 50 années de travail, rétrospective 1956-2006 », au musée des beaux-arts de La Havane.
En 2007, est organisée sa première exposition officielle en Espagne En la pluma de Cervantes à la Capilla del Oidor d'Alcalá de Henares, la ville de son enfance.
Le 4 février 2009, est inaugurée l'exposition rétrospective Obras 1956-2008. Trabajo y sueños (Œuvres 1956-2008. Travail et rêves) au Musée de la ville de Madrid (Museo de la Ciudad),.
Il expose en 2011 « Le chant du fer : Hommage à Jordi Bonet » à Belœil, en Montérégie (au Québec). Cette suite de sept sculptures en fer massif a été créée comme un poème symphonique, au rythme des sept chansons populaires espagnoles de Manuel de Falla,,,.
En 2013, son nom originel de Kieff Grediaga Bueno est officiellement reconnu par le gouvernement espagnol.

## Œuvres
- 1968 : Crie de vie, Luck et Assana, sculptures de petite taille créée à Vienne.
- 1969 : Jerga.
- 1972 : Genesis of a Form, étude sur la forme ovale.
- 1973 : Genesis XI, première œuvre monumentale, pour le Blossom Music Center de Cleveland, Ohio, États-Unis[13].
- 1974 : Grifos, séries surréalistes — The New World, peinture murale créée pour la famille Blossom de Cleveland, États-Unis.
- 1975 : Folkore et Cante Jondo.
- 1976 : Huesos en marbre blanc de Carrare — Jerga et Torso Pintu en granite noir de Belgique.
- 1978 :  séries Folklore, Cante Jondo et Motivos en bronze poli.
- 1979 : séries The New York Garden.
- 1980 : Turning Point, sculpture hydraulique de 96 mètres de haut, à la demande d'une exposition d'art de New York.
- 1984 : séries Kits, sculptures interactives de forme libre qui peuvent être modifiées par le public
- 1985 : séries Personajes Goyescos en tissu de toile de jute et fil d'acier
- 1987 : séries The Royal Suite, en bronze poli.
- 1989 : séries de sculptures et peintures Cornisas y Molduras — Abanico Taurino, œuvres de grande taille.
- 1991 : Cornisas y Moldura' pour le salon d'art de Chicago — Version de Jerga en granite noir pour l'entrée du cimetière de New Bremen, Ohio, États-Unis — Siete Canciones Españolas en toile de jute sur papier.
- 1992 : Ausencia de Lorca pour le Musée d'art contemporain de Montréal — Abanico Taurino en fonte.
- 1993 : séries Polos en tissu de toile.
- 1994 : sculptures de grande taille Presencia y Ausencia en toile avec des traverses de chemin de fer en guise de soutènement.
- 1996 : sculpture monumentale Totem’85 pour la commune de Saint-Bruno au Québec.
- 1998 : séries de gravures Tierras, qui incluent du sable de la terre natale de Federico García Lorca et de Víznar, où le poète a été assassiné.
- 1999 : collection de joyaux Royal en métal et pierres précieuses, exposés à Cleveland et à Montréal.
- 2000-2001 : séries Nomadas, comprenant des œuvres réalisées à partir de blocs solides de fer, sanguine, graphite, pastels et dessins au crayon, exposées notamment en 2002 au centre culturel espagnol de La Havane.
- 2003 : ensemble De Puro Hierro, à partir de sculptures monumentales en fer massif (séries Siete canciones populares expanolas et El portique del olvido), exposé pendant un an sur la Plaza Vieja de La Havane, puis en 2004 à Holguín, Cuba, sur la Plaza de la Marqueta et en 2005 à Santiago de Cuba.
- 2004 : séries de peintures et dessins Palencia, Ovillos et El Amor Brujo, pastels sur papier ou toile — Gravures sur le thème de Miguel de Cervantes.
- 2007 : sept sculptures allégoriques sur Don Quichotte, Lorca et Samuel Beckett.
- 2011 : Le chant du fer : Hommage à Jordi Bonet, sept œuvres monumentales[9].

## Expositions
- 1970 : Moos Gallery, Montréal, Québec, Canada
- 1971 : Wallack Gallery, Ottawa, Ontario, Canada — Beckett Gallery, Hamilton, Ontario, Canada — Safrai Pucker Gallery, Boston, Massachusetts, États-Unis — Art Gallery of the University of New-Brunswick, Canada
- 1972 : Hokin Gallery, Palm Beach, Californie, États-Unis — Sari Hellae Gallery, Beverly Hills, Californie, États-Unis — Schonemann Gallery, New York, États-Unis — Moos Gallery, Montréal, Québec, Canada — London Arts, Détroit, Michigan, États-Unis
- 1973 : Minami Gallery, Tokyo, Japon — Dubose Gallery, Houston, Texas, États-Unis — Kenmore Gallery, Philadelphia, Pennsylvanie, États-Unis — Beckett Gallery, Hamilton, Ontario, Canada — Wichita Art Association Inc, Wichita, Kansas, États-Unis — Du Jonnelle Gallery, Palm Springs, Californie, États-Unis — Art Center of Arkansas, Little Rock, Arkansas, États-Unis — The Brett Mitchell Collection, Cleveland, Ohio, États-Unis
- 1974 : Sari Hellae Gallery, Beverly Hills, Californie, États-Unis — Pucker Safrai Gallery, Boston, Massachusetts, États-Unis — Alwin Gallery, Londres, Angleterre — The Brett Mitchell Collection Inc., Cleveland, Ohio, États-Unis — Hokin Gallery, Chicago, Illinois, États-Unis — Moos Gallery, Montréal, Québec, Canada — Maxwell Gallery, San Francisco, Californie, États-Unis — Schonemann Gallery, New York, États-Unis
- 1975 : Hokin Gallery, Palm Beach, Floride, États-Unis — Kenmore Galleries, Philadelphia, Pennsylvanie, États-Unis — The Brett Mitchell Collection Inc., Cleveland, Ohio, États-Unis — Waddington Gallery, Montréal, Québec, Canada — Witteman Gallery, Munich, Allemagne — Du Jonnelle Gallery, Palm Springs, Californie, États-Unis
- 1976 : Elca London Gallery, Montréal, Québec, Canada — Pucker Safrai Gallery, Boston, Massachusetts, États-Unis — Schonemann Gallery, New York, États-Unis — David Finlay Gallery, New york, États-Unis — Safrai Gallery, Tel Aviv, Israël — Kenmore Galleries, Philadelphia, Pennsylvanie, États-Unis
- 1977 : Dominion Gallery, Montréal, Québec, Canada — Waddington Gallery, Montréal, Québec, Canada — Hokin Gallery, Palm Beach, Floride, États-Unis — David Finlay Gallery, New york, États-Unis
- 1978 : Pucker Safrai Gallery, Boston, Massachusetts, États-Unis — Elca London Gallery, Montréal, Québec, Canada — University of Toronto, Toronto, Ontario, Canada
- 1979 : Frederic R. Mann Auditorium, Tel Aviv, Israël — David Finlay Gallery, New york, États-Unis — Randall Gallery, New York, États-Unis — The Brett Mitchell Collection Inc., Cleveland, Ohio, États-Unis — The Gas Building, Houston, Texas, États-Unis
- 1980 : New York Art Expo, New York, États-Unis — Los Angeles Art Fair, Los Angeles, Californie, États-Unis — Hokin Gallery, Palm Beach, Floride, États-Unis — Pucker Safrai Gallery, Boston, Massachusetts, États-Unis — Martin Lawrence Gallery, New York, États-Unis
- 1981 : Chicago Art Fair, Chicago, Illinois, États-Unis — New York Art Expo, New York, États-Unis
- 1982 : Boyle Gallery, New Jersey, États-Unis
- 1983 : Los Angeles Art Fair, Los Angeles, Californie, États-Unis — Hokin Gallery, Palm Beach, Floride, États-Unis — Chicago Art Fair, Chicago, Illinois, États-Unis — Lawrence Ross Gallery, Beverly Hills, Californie, États-Unis
- 1984 : Vorpal Gallery, San Francisco, Californie, États-Unis — Virginia Miller Gallery, Miami, Floride, États-Unis — The Brett Mitchell Collection Inc., Cleveland, Ohio, États-Unis
- 1985 : Hokin Gallery, Palm Beach, Floride, États-Unis — Pucker Safrai Gallery, Boston, Massachusetts, États-Unis — Virginia Miller Gallery, Miami, Floride, États-Unis
- 1986 : Los Angeles Art Fair, Los Angeles, Californie, États-Unis — New York Art Expo, New York, États-Unis — Martin Lawrence Gallery, New York, États-Unis
- 1987 : Contemporary Art Exhibition, New York, États-Unis — Klabal Gallery, Minneapolis, Minnesota, États-Unis — Dominica Gallery, Montréal, Québec, Canada
- 1988 : National Gallery, Taipei, Taïwan — Chan Kai Chek Museum, Kaoushing, Taïwan
- 1989 : Art Center Gallery, Los Angeles, Californie — Ou Shin Gallery, Taipei, Taïwan
- 1990 : Old Presbetery, Saint-Bruno, Québec, Canada — Contemporary Art Gallery, Montréal, Québec, Canada
- 1991 : Art Miami’91, Miami, Floride — Galerie Bernard Desroches, Montréal, Québec, Canada — Art Chicago’91, Chicago, Illinois — Klabal Gallery, Minneapolis, Minnesota
- 1992 : La Salle Cultural Museum, Montréal, Québec, Canada — ARCO’92, Madrid, Espagne
- 1993 : Art Miami’93, Miami, Floride
- 1994 : Contemporary Art Gallery, Montréal, Québec, Canada — Ozias Leduc Art Center, Saint-Hilaire, Québec, Canada
- 1995 : Klabal Gallery, Naples, Floride, États-Unis
- 1998 : Tierras, Centre culturel espagnol, La Havane, Cuba — Imago Hall, Gran Teatro de La Habana, La Havane, Cuba — Brett Mitchell Shaheen Inc., Cleveland, Ohio, États-Unis
- 1999 : Joyas, Brett Mitchell Shaheen Inc., Cleveland, Ohio
- 2002 : De Puro Hierro, Spanish Cultural Center, La Havane, Cuba — Nomadas, Spanish Cultural Center, La Havane, Cuba
- 2003 : De Puro Hierroo, Plaza Vieja, Old Havana, Cuba
- 2004 : De Puro Hierro, Plaza de la Marqueta, Holguin, Cuba
- 2005 : De Puro Hierro, Alameda de Michaelsen, Santiago de Cuba, Cuba
- 2006 : Grediaga : 50 Years of Work, National Museum of Fine Arts, La Havane, Cuba
- 2007 : En la Pluma de Cervantes, Fundacion Colegio de Rey, Alcalá de Henares, Espagne
- 2009 : Exposition Obras 1956-2008. Trabajo y sueños (Œuvres 1956-2008. Travail et rêves),  Musée de la ville de Madrid (Museo de la Ciudad).
- 2014 : Exposition Le chant du fer, dessins et sculptures en hommage à Émile Nelligan, Drummondville, Québec.

### Sources et bibliographie
- (es) Grediaga: De puro hierro (catalogue d'exposition), Embajada de España en Cuba et Agencia Española de Cooperación Internacional, novembre 2003, 206 p. (ISBN 978-8478127139)
- (es) Rafael del Pino, « Kieff Antonio Grediaga: El escultor que cantó a Falla », La Opinión de Granada,‎ 26 mars 2006 (lire en ligne, consulté le 7 décembre 2014)
- (es) Adelaida de Juan, « Cincuenta años de trabajo », Revolución y Cultura, no 4,‎ octobre-novembre 2006, p. 58-59 (lire en ligne, consulté le 7 décembre 2014) [PDF]
- (es) Grediaga: 50 años de trabajo y sueños (catalogue d'exposition), février 2009, 208 p. (ISBN 978-8478127139)
- (es) « Grediaga, escultor olvidado », sur hoyesarte.com, 10 mars 2009 (consulté le 7 décembre 2014)
- (es) Isabel Landa López, « El ímpetu de Kieff, el niño ebanista », El País,‎ 24 mars 2009 (lire en ligne, consulté le 7 décembre 2014)